# Xincheng, Tianjin
Xincheng (kinesiska: 新城, 新城镇) är en köping i Kina. Den ligger i storstadsområdet Tianjin, i den norra delen av landet, omkring 34 kilometer sydost om stadens centrum. Antalet invånare är 43 128. Befolkningen består av 19 527 kvinnor och 23 601 män. Barn under 15 år utgör 13,0 %, vuxna 15-64 år 82 %, och äldre över 65 år 4,0 %.